# آسیاب‌سر (بهشهر)
روستای آسیاب‌سر یکی از روستاهای استان مازندران ایران، واقع در بخش مرکزی شهرستان بهشهر است.

## موقعیت جغرافیایی
آسیاب‌سر در ۱۵ کیلومتری جاده نکا به بهشهر قرار دارد و فاصله آن تا رستمکلا ۲ کیلومتر است.

## جمعیت
این روستا در دهستان کوهستان قرار دارد و بر اساس سرشماری عمومی نفوس و مسکن در سال ۱۳۹۰، جمعیت آن ۱۵۳۷ نفر (در ۴۹۹ خانوار) بوده‌است. مردم آسیاب سر از قومیت طبری هستند. مردم آسیاب سر به زبان طبری (مازندرانی) سخن میگویند.